# Sweets Edison

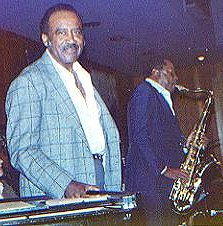
Sweets Edison und Eddie Lockjaw Davis

Harry „Sweets“ Edison (eigentlich Debonair Harry Edison; * 10. Oktober 1915 in Columbus, Ohio; † 27. Juli 1999 ebenda) war ein US-amerikanischer Jazztrompeter.

## Leben
Edison verbrachte seine Kindheit in Kentucky, wo ein Onkel ihm die Musik näherbrachte. 1927 zog er wieder nach Columbus, wo er als Teenager begann, in lokalen Bands Trompete zu spielen. 1933 wurde er Mitglied des Jeter-Pillar-Orchesters in Cleveland, dann der Mills Blue Rhythm Band und 1937 der Band von Lucky Millinder, um dann von 1937 bis 1950 dem Orchestra von Count Basie anzugehören. Dort erhielt er von Lester Young seinen Beinamen Sweets wegen seiner Spielweise und seinen entspannten Umgangsformen.  In der Basie-Band trat er als Solist hervor (er ist auch im Film Jammin’ the Blues von 1944 zu sehen und zu hören). Außerdem arrangierte und komponierte er gelegentlich für die Band.
Nach der zeitweiligen Auflösung der Band 1950 spielte er in eigenen Gruppen, trat mit Jazz at the Philharmonic auf und wurde an der Westküste (insbesondere in Los Angeles) ein gesuchter Studiomusiker (häufig mit dem Arrangeur Nelson Riddle zusammenarbeitend), der auf Aufnahmen von Frank Sinatra, Bing Crosby, Nat King Cole, Ella Fitzgerald und Billie Holiday (Music for Torching) und vielen Film-Soundtracks zu hören ist. Außerdem spielte er mit Benny Carter und nahm Alben mit Ben Webster auf. Gelegentlich spielte er auch wieder im Count Basie Orchestra (1958) mit sowie bei Quincy Jones, Louie Bellson, Buddy Rich und häufiger mit den Shorty Rogers Giants. Mit Eddie Lockjaw Davis spielte er 1960 das Album Jawbreakers ein. In den 1960er Jahren spielte er für Fernsehshows (u. a. drei Jahre in der Hollywood Palace Show), begleitete Auftritte von Joe Williams und Sinatra. Er ist im Soundtrack des Films Lady sings the blues von 1972 (Regie Sidney J. Furie mit Diana Ross als Billie Holiday) zu hören. Ab 1973 arbeitete als musikalischer Leiter bei Auftritten des Komödianten Redd Foxx. In den 1970er Jahren spielte er mit Benny Carter und Lionel Hampton. Bis kurz vor seinem Tod trat er häufig auch in Europa und Japan auf. Er starb in seinem Haus in Columbus an Prostatakrebs.
Edison war ein Swing-Trompeter mit manchmal hart-zupackenden, manchmal einschmeichelndem Ton, der melodisch-rhythmisch akzentuiert und auf das „Wesentliche“ begrenzt spielte und oft mit der Verwendung von Dämpfern (harmon-mute) einen sehr persönlichen Sound erzielte.

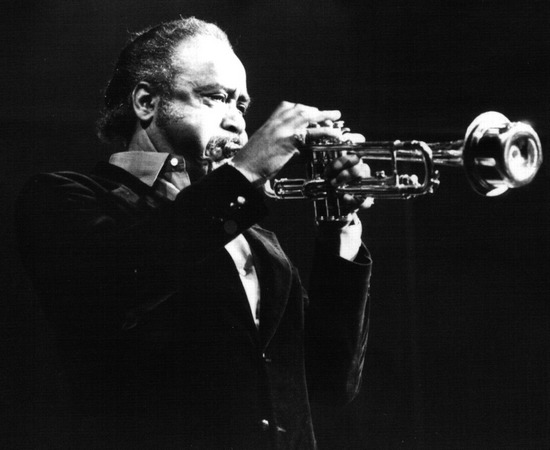
Sweets Edison im Jahr 1980

## Diskografische Hinweise
- Complete Sweets at The Haig (Fresh Sound, 1953) mit Benny Carter, Jimmy Rowles, Bob Lawson, Arnold Ross, Alvin Stoller
- Pres & Sweets (Verve 1955) mit Lester Young, Oscar Peterson, Herb Ellis, Ray Brown, Buddy Rich,
- Buddy and Sweets (1955) mit Buddy Rich
- The Tatum Group Masterpieces Vol. 5 (Pablo, 1955)
- Complete Midnight and Riverside Sessions (Lonehill Jazz, 1955/56) mit Benny Carter, Charlie Shavers, Urbie Green, Willie Smith, Coleman Hawkins, Peanuts Hucko, Plas Johnson, Earl Warren, Billy Butterfield, Milt Hinton, Osie Johnson
- Sweets (Verve/Clef1956) mit Ben Webster, Jimmy Rowles, Barney Kessel
- Gee, Baby Ain't I Good To You (Verve, 1957) mit Ben Webster
- Blues for Basie (Verve 1957) mit Ben Webster, Oscar Peterson, Barney Kessel, Ray Brown, Alvin Stoller,
- Jawbreakers (OJC, 1962) mit Eddie Lockjaw Davis
- Ben and „Sweets“ (1962) mit Ben Webster
- Oscar Peterson and Harry Edison (Pablo 1974)
- Just Friends (Black & Blues 1975) mit Eddie Lockjaw Davis, Gerry Wiggins, Major Holley, Oliver Jackson
- Edison's Lights (Pablo – 1976) mit Eddie Lockjaw Davis, Count Basie, John Heard
- Copenhagen 1976 (Storyville, 1976) mit Eddie Lockjaw Davis, Kenny Drew, Hugo Rasmussen
- Simply Sweets (Pablo 1977) mit Eddie Lockjaw Davis
- Meeting in Stockholm (Beaver 1985) mit Claes Crona
- There'll Never Be Another You (Moustache 1986) mit Hendrik Meurkens, Torsten Zwingenberger
- Oscar Peterson with Harry Edison and Eddie „Cleanhead“ Vinson (1986)
- For My Pals (Pablo, 1986) mit Tootie Heath
- Live at the Iridium (Telarc, 1997) mit Clark Terry, Frank Wess, Junior Mance